# Мужская сборная Венесуэлы по баскетболу 3×3
Мужская сборная Венесуэлы по баскетболу 3×3 представляет Венесуэлу на международных соревнованиях по баскетболу 3×3. Управляющим органом является Федерация баскетбола Венесуэлы (исп. Federación Venezolana de Baloncesto, FVB).
По состоянию на 13 сентября 2024, мужская сборная Венесуэлы по баскетболу 3×3 занимает 79-е место в мировом рейтинге ФИБА мужских сборных по баскетболу 3×3.

## Результаты выступлений
| Турнир                           | Золото | Серебро | Бронза | Всего |
| -------------------------------- | ------ | ------- | ------ | ----- |
| Чемпионат мира по баскетболу 3×3 | —      | —       | —      | —     |
| Панамериканские игры             | —      | —       | —      | —     |
| Итого                            | —      | —       | —      | —     |

### Чемпионат мира по баскетболу 3×3
| Год         | Место          | Игры           | Победы         | Поражения      | Состав команды                                                                                           |
| ----------- | -------------- | -------------- | -------------- | -------------- | --- |
| Афины 2012  | 8              | 7              | 3              | 4              | Deivi Añanguren, Pedro Miguel Brito Rondon, Jorge Guillermo Diaz Teran, Michaell Alejandro Flores Urbaez |
| Москва 2014 | 22             | 5              | 0              | 5              | Alejandro B*****, Francisco C*****, Michaell Alejandro Flores Urbaez, Richard Lugo                       |
| 2016—н. в.  | не участвовали | не участвовали | не участвовали | не участвовали | не участвовали                                                                                           |

### Панамериканские игры
| Год           | Место | Игры | Победы | Поражения | Состав команды                                                   |
| ------------- | ----- | ---- | ------ | --------- | ---------------------------------------------------------------- |
| Лима 2019     | 5     | 6    | 3      | 3         | José Ascanio, Michael Carrera, Edgar Martínez, Yohanner Sifontes |
| Сантьяго 2023 | 4     | 5    | 2      | 3         | Jose Bracho, Ernesto Hernandez, Nelson Palacios, José Rodriguez  |